# Maubec (Isère)
Maubec település Franciaországban, Isère megyében. Lakosainak száma 1920 fő (2022. január 1.). Maubec Bourgoin-Jallieu, Chèzeneuve, Crachier, Domarin, Meyrié és Saint-Agnin-sur-Bion községekkel határos.

## Népesség
A település népességének változása:
| Lakosok száma | 761  | 981  | 1275 | 1532 | 1703 | 1704 | 1745 | 1876 | 1872 | 1920 |
|               | 1968 | 1982 | 1990 | 2006 | 2013 | 2015 | 2017 | 2019 | 2020 | 2022 |

## Testvérvárosok
- Zwischenwasser, Ausztria, 1998 óta